# Jan Emanuel Brühl

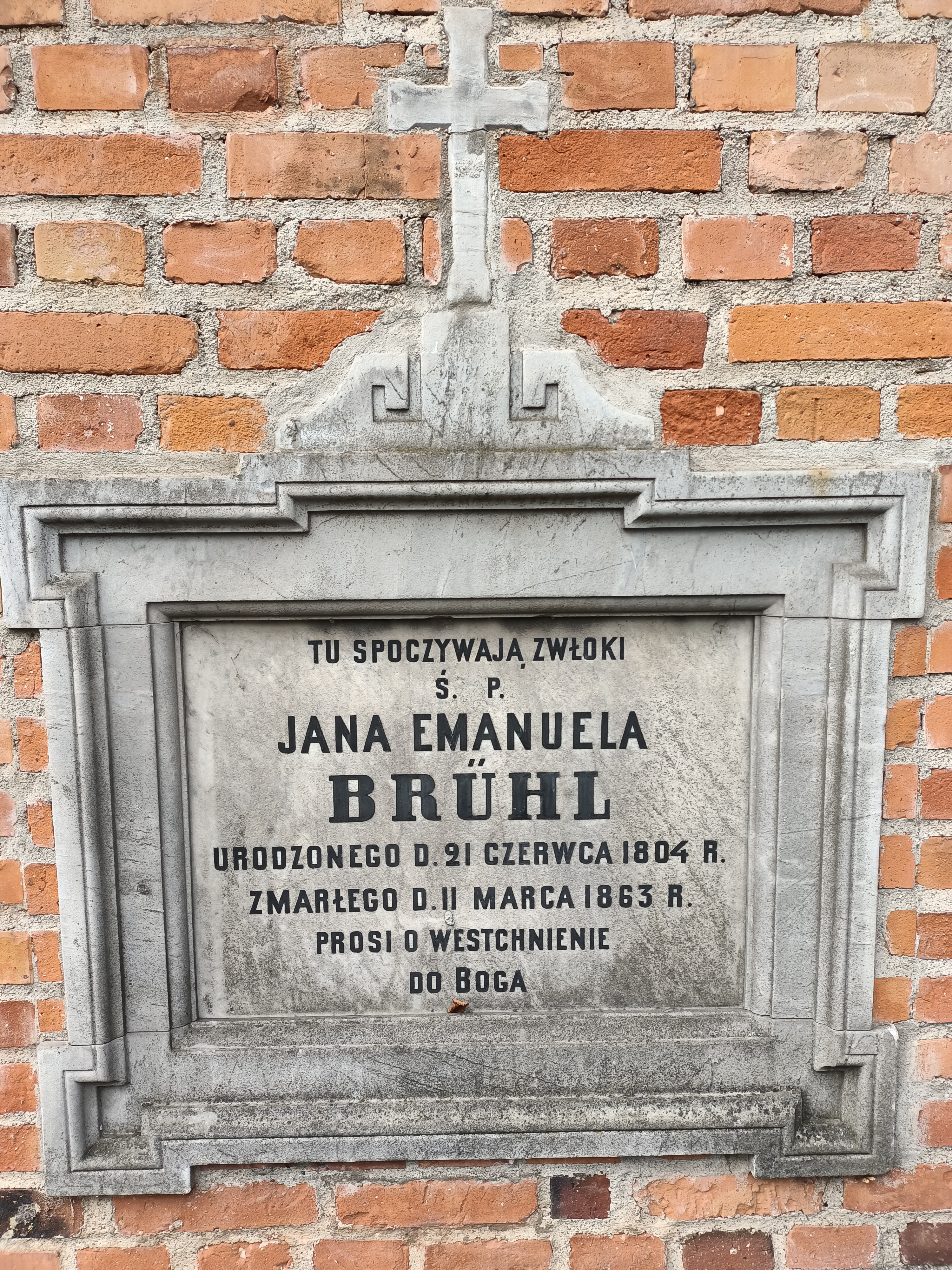
Grób Jana Emanuela Brühl na cmentarzu Powązkowskim

Jan Emanuel Brühl (ur. 21 czerwca 1804 w Warszawie, zm. 11 marca 1863 tamże) – urzędnik państwowy i właściciel ziemski żydowskiego pochodzenia.
Urodził się jako syn kupca Jana (1759-1835) i Wilhelminy Israel (ur. 1785). Jego bratem był Henryk Brühl.
Był urzędnikiem zarządu górnictwa oraz sprawował funkcję kontrolera administracji tabacznej. Był właścicielem warszawskiego Targówka i części Grochowa.
Był dwukrotnie żonaty. Po raz pierwszy z Laurą Wilhelminą Berends. Po raz drugi z Ulryką Rozalią Loewe. Z drugiego małżeństwa miał czworo dzieci: Roberta Ignacego (1841-1888, obywatela Warszawy, właściciela Targówka), Emila Ludwika (1842-1904, obywatela Warszawy), Zofię Felicję Marię (1844-1907) i Melanię Joannę Annę (1856-1923).
Pochowany w Warszawie na Starych Powązkach (pod murem IV, grób 16).